# Theodore Aranda
Theodore Roosevelt „Ted“ Aranda (* 1934 in Dangriga, Stann Creek District, British Honduras; † 10. Juli 2022) war ein belizischer Politiker, der unter anderem zwischen 1981 und 1982 Oppositionsführer im Repräsentantenhaus (House of Representatives) und damit der erste Leader of the Opposition nach der Unabhängigkeit Belizes vom Vereinigten Königreich am 21. September 1981 war.

## Leben
Theodore Aranda absolvierte ein Studium an der University of Illinois at Urbana-Champaign, das er 1967 mit einem Master of Arts (M.A.) beendete. Nachdem er 1971 einen Doctor of Philosophy (Ph.D.) erworben hatte, wurde er Mitarbeiter der Hilfsorganisation CARE International in British Honduras. 1974 trat er als Mitglied der am 27. September 1973 gegründeten Vereinigten Demokratischen Partei UDP (United Democratic Party) bei und übernahm in den folgenden Jahren verschiedene Funktionen. Bei den Wahlen am 24. November 1979 wurde er für die UDP als Nachfolger von Paul Guerrero im Wahlkreis Dangriga erstmals zum Mitglied des Repräsentantenhauses (House of Representatives) gewählt. Bei dieser Wahl hatte die UDP mit 21.045 Stimmen (47,4 Prozent) fünf der 18 Sitze erhalten und lag dabei hinter der Vereinigten Volkspartei PUP (People’s United Party), auf die aufgrund des Wahlrechts mit 23.309 Stimmen (52,4 Prozent) entfielen.
Da der damalige Vorsitzende der UDP Dean Lindo seinen Sitz für den Wahlkreis Fort George an den Gegenkandidaten der PUP und späteren Premierminister Said Musa verloren hatte, wurde Aranda 1979 Vorsitzender der UDP-Fraktion. Nach der Unabhängigkeit Belizes vom Vereinigten Königreich am 21. September 1981 übernahm er das neu geschaffene Amt als Oppositionsführer im Repräsentantenhaus und war damit der erste Leader of the Opposition. Im Dezember 1982 wurde er aus der UDP ausgeschlossen und verlor sein Amt als Oppositionsführer an Curl Thompson, der dieses Amt im Januar 1983 übernahm. Aranda gründete daraufhin 1983 die nur kurze Zeit bis 1984 bestehende Christdemokratische Partei CDP (Christian Democratic Party) als Nachfolgerin der früheren Demokratischen und Landwirtschaftlichen Arbeiterpartei DALP (Democratic and Agricultural Labour Party) und kandidierte für diese wieder im Wahlkreis Dangriga bei den Wahlen am 14. Dezember 1984. Die CDP erreichte jedoch nur 708 Stimmen (0,49 Prozent) und keinen der 28 Sitze. Er selbst verlor sein Mandat bei diesen Wahlen an Simeon Sampson.
Daraufhin trat Ted Aranda der nunmehr oppositionellen People’s United Party bei und bewarb sich für diese bei den Wahlen am 4. September 1989 wieder im Wahlkreis Dangriga und wurde als Nachfolger von Simeon Sampson mit 1.233 Stimmen (52,9 Prozent) erneut zum Mitglied des Repräsentantenhauses gewählt. Die PUP gewann bei diesen Wahlen mit 29.986 Stimmen (50,9 Prozent) 15 der 28 Sitze und damit knapp die absolute Mehrheit, woraufhin George Cadle Price nach seiner ersten Amtszeit von 1981 bis 1984 als Nachfolger von Manuel Esquivel wieder Premierminister wurde. Nach der Wahl wurde er von Premierminister George Cadle Price als Gesundheitsminister in dessen Kabinett berufen und bekleidete dieses Amt bis zum 1. Juli 1993.
Bei den Wahlen am 30. Juni 1993 kandidierte er abermals im Wahlkreis Dangriga, unterlag aber mit 1.151 Stimmen (43,6 Prozent) dem Bewerber des Wahlbündnisses der UDP mit der Nationalen Allianz für die Rechte der Belizer NABR (National Alliance for Belizean Rights), Russell „Chiste“ Garcia, auf den 1.489 Stimmen (56,4 Prozent) entfielen. Aranda gewann bei den Wahlen am 27. August 1998 eine dritte nicht aufeinanderfolgende Amtszeit, als er sich im Wahlkreis Dangriga gegen Russell Garcia durchsetzen konnte. Er verzichtete auf eine Kandidatur für eine Wiederwahl am 5. März 2003. Seit Belizes Unabhängigkeit von Großbritannien im Jahr 1981 ist er die einzige Person, die die Wahl zum Repräsentantenhaus als Kandidat sowohl für die UDP als auch für die PUP gewann.
Aranda gründete 2000 die World Garifuna Organization, eine Körperschaft, die behauptet, Garinagu in Belize und auf der ganzen Welt zu vertreten, obwohl die offizielle Körperschaft von Belize der National Garifuna Council ist. Aranda war mit jüngeren Mitgliedern der Garinagu-Bevölkerung uneins.